# Casa degli Archi
Bei der Casa degli Archi (Haus der Bögen) handelt es sich um ein Wohnhaus in Pompeji (I.17.4), das 1954 zum Teil ausgegraben wurde. Es erhielt seinen modernen Namen aufgrund einer Reihe von Bögen im Peristyl.

## Beschreibung
Das relativ große Haus besteht aus einer Reihe von Räumen links vom Eingang, die sich um einen Hof gruppieren. Rechts vom Eingang befinden sich ein Peristyl und dahinter ein großer Garten. Das Haus erhielt seinen modernen Namen von den Säulenstellungen im Peristyl, die von Bögen gekrönt sind. Es ist eine Architekturform, die erst in der späteren Kaiserzeit beliebt werden sollte. Einige Räume im Haus sind ausgemalt. Ein nicht gut erhaltenes Wandgemälde zeigt Venus als Fischerin.  Im Peristyl befinden sich an der Nordwand Malereien in vier Feldern, die einen Garten darstellen. Die Malereien sind heute verblasst. Im Peristyl befindet sich auch ein Lararium in der Form einer Nische in der Westwand. Man sieht hier einen opfernden Genius. Neben ihm steht ein Camillus (ein Helfer bei Opferriten).

## Abgrenzung
Die 1879 ausgegrabene Casa della Fortuna (IX.7.20) wird zum Teil ebenfalls Casa degli Archi genannt.